# Epigytholus kaszabi
Epigytholus kaszabi  is een spinnensoort in de taxonomische indeling van de hangmatspinnen (Linyphiidae).
Het dier behoort tot het geslacht Epigytholus. De wetenschappelijke naam van de soort werd voor het eerst geldig gepubliceerd in 1995 door Wunderlich.

## Synoniemen
- Epigytholus tuvensis

## Voorkomen
De soort komt voor in Rusland en Mongolië.